# Lomborg
Lomborg – miasto w Danii, w regionie Jutlandia Środkowa, w gminie Lemvig.